# 台湾黑藓
台湾黑藓（学名：Andreaea taiwanensis）为黑藓科黑藓属下的一个种。